# 若樫町
若樫町（わかかしちょう）は、大阪府和泉市の中部地域にある町名。

松尾寺の僧侶による修剣道場として祀られてきた菩堤郷の大日大聖不動明王（不動尊）が信仰されており、仁和寺との関連も伝えられている。さらに、春の訪れを告げる大阪府天然記念物である枝垂れ桜「百滝桜」は、この地を訪れる人々の心を潤す存在となっている。

## 地理
和泉市中部地域の南西部に位置し、周囲を久井町、松尾寺町、春木川町と接している。

市内を南北に流れる松尾川が形成する松尾谷の南部にあたる。

### 河川・ため池
- 松尾川
- 長谷川
- 若樫川

### 名所・旧跡
- 若樫のサクラ

松尾川支流の小谷に架かる坂見橋のたもとの斜面に、推定樹齢100年のシダレザクラがある。樹高は約8メートル、幹周は約2.2メートル、枝張りは約15メートルにおよび、谷に向かって長く垂れ下がる細い枝には淡い紅白色の花が咲き誇る。その美しい花茎が連なった光景は、訪れる人々に見事な風景を提供する。また、この樹木は大阪府指定天然記念物に指定されており、その歴史的価値と自然美が高く評価されている。

なお、このシダレザクラは個人所有の樹木であるため、見学の際には所有者や近隣住民への配慮が求められる。

## 歴史

### 地名の由来
若樫（わかかし）は、「弘法の井戸伝説」に由来する地名である。この伝説によれば、弘法大師が当地で一夜を過ごした際、感謝の印として清らかな水が湧き出る井戸を掘り、そのそばに若芽を出す樫の木を植えたとされている。この出来事が地名の由来となり、現在も地域の歴史と結びつく象徴的な話として語り継がれている。

### 沿革
かつての若樫村は1605年（慶長10年）の和泉国絵図に見られる村名。

しかし、若樫には南北朝時代の内乱で戦死した人々を供養するために建立されたと伝えられる「子堂」が現存している。この子堂の周辺には五輪塔や石碑が見られ、その中には1402年（応永9年）の年号や「菩提寺」という文字が刻まれたものも含まれている。このことから、14世紀にはすでに寺院が存在していた可能性がある。

明治に入ると和泉郡若樫村となり、1889年（明治22年）には和泉郡松尾寺村・春木村・久井村・若樫村・春木川村の合併により南松尾村が発足し、村域を「大字若樫」に改称。「大字久井」に村役場を設置。その後、1896年（明治29年）に郡制の施行により泉北郡に属する。1956年（昭和31年）には和泉町、泉北郡北池田村・南池田村・北松尾村・南松尾村・横山村・南横山村の合併により和泉市が発足し「若樫町」に改称。
- 1956年（昭和31年）09月01日 - 1町6村の合併により和泉市が発足。
- 2005年（平成17年）01月21日 - 若樫のサクラが府の天然記念物に指定。

## 住居表示
町内全域で住居表示は実施されていない。

## 人口統計

### 人口と世帯数
2024年（令和06年）09月末日現在の人口と世帯数は以下の通りである。
| 丁目   | 男    | 女    | 丁目計 | 世帯数  |
| ------ | ----- | ----- | ------ | ------- |
| 若樫町 | 218人 | 214人 | 432人  | 197世帯 |

### 年齢別人口
2024年（令和06年）09⽉末⽇現在の年齢別人口は以下の通りである。
| 丁目   | 0-14歳 | 15-64歳 | 65歳以上 | 丁目計 |
| ------ | ------ | ------- | -------- | ------ |
| 若樫町 | 24人   | 227人   | 181人    | 432人  |

※0-14歳は年少人口、15-64歳は生産年齢人口、65歳以上は老年人口を表す。

### 人口の変遷
国勢調査による人口の推移。
| 年                 | 人口 |
| ------------------ | ---- |
| 1995年（平成07年） | 739  |
| 2000年（平成12年） | 703  |
| 2005年（平成17年） | 623  |
| 2010年（平成22年） | 609  |
| 2015年（平成27年） | 536  |
| 2020年（令和02年） | 485  |

### 世帯数の変遷
国勢調査による世帯数の推移。
| 年                 | 世帯数 |
| ------------------ | ------ |
| 1995年（平成07年） | 179    |
| 2000年（平成12年） | 172    |
| 2005年（平成17年） | 174    |
| 2010年（平成22年） | 164    |
| 2015年（平成27年） | 163    |
| 2020年（令和02年） | 147    |

## 小・中学校の通学区域
市立小・中学校の通学区域は以下の通りである。
| 丁目   | 街区 | 小中一貫校                 |
| ------ | ---- | -------------------------- |
| 若樫町 | 全域 | 和泉市立南松尾はつが野学園 |

## 産業事業所数と従業者数
2021年（令和03年）現在の経済センサス調査による事業所数と従業員数は以下の通りである。
| 丁目   | 事業所数 | 従業員数 |
| ------ | -------- | -------- |
| 若樫町 | 27箇所   | 256人    |

## 交通

### 鉄道
- 町内に鉄道路線や鉄道駅はない。

### 路線バス
- 南海バス光明池営業所管内[21]
  - 春木川線
- 停留所
  - 有井田[注釈 4]
  - 若樫

### 主な道路
高速自動車国道・一般国道・一般府道
- 国道170号
- 大阪府道20号枚方富田林泉佐野線
- 大阪府道226号父鬼和気線

## 施設

### 神社・仏閣・祭事
- 高野山真言宗菩提寺 - 若樫町556
  - 和泉八十八ヶ所霊場第七十二番札所
- 春日神社　- 若樫町658
- 若樫町地車庫 - 若樫町658

### 警察・消防・医療機関
- 消防団（第三分団若樫班）[22]

### その他
- 若樫町会館 - 若樫町658

## 文化財

### 大阪府指定天然記念物
- 若樫のサクラ[9][23]